# 斯坦頓鎮區 (內布拉斯加州菲爾莫爾縣)
斯坦頓鎮區（英語：Stanton Township）是位於美國內布拉斯加州菲爾莫爾縣的一個行政鎮區。

## 地方資料
斯坦頓鎮區的面積為92.99平方千米，當中陸地面積為92.92平方千米，而水域面積為0.07平方千米。根據2020年美國人口普查的數據，當地共有人口641人，而人口密度為每平方千米6.89人。